# یاکوب یاویتس
یاکوب یاویتس (به انگلیسی: Jacob Javits) سناتور سابق عضو حزب جمهوری‌خواه ایالات متحده آمریکا بود. وی در سال ۱۹۵۷ تا ۱۹۸۱ میلادی سناتور ایالت نیویورک در سنای ایالات متحده آمریکا بود.